# Miss Universo 1990
Miss Universo 1990, trentanovesima edizione di Miss Universo, si è tenuta presso lo Shubert Theatre di Los Angeles negli Stati Uniti d'America, il 15 aprile 1990. L'evento è stato presentato da Dick Clark, Leeza Gibbons e Margaret Gardiner. Mona Grudt, Miss Norvegia, è stata incoronata Miss Universo 1990.

## Risultati

### Piazzamenti
| Risultato finale   | Concorrente |
| ------------------ | --- |
| Miss Universo 1990 | - Norvegia - Mona Grudt                                                                                        |
| 2ª classificata    | - Stati Uniti - Carole Gist                                                                                    |
| 3ª classificata    | - Colombia - Lizeth Mahecha                                                                                    |
| Top 6              | - Bolivia - Rosario del Pilar Rico Toro - Cile - Uranía Haltenhoff - Messico - Marilé del Rosario Santiago     |
| Top 10             | - Cecoslovacchia - Jana Hronkova - India - Suzanne Sablok - Turchia - Julide Ates - Venezuela - Andreína Goetz |

### Punteggi alle sfilate finali
Vincitrice
     2ª classificata
     3ª classificata
     Top 6
     Top 10
(#) Posizione in ogni turno della gara
| Nazione     | Intervista | Costume da bagno | Abito da sera | Media      |
| ----------- | ---------- | ---------------- | ------------- | ---------- |
| Norvegia    | 8.760 (1)  | 8.922 (1)        | 8.989 (1)     | 8.890 (1)  |
| Colombia    | 8.610 (2)  | 8.714 (2)        | 8.840 (2)     | 8.721 (2)  |
| Messico     | 8.500 (4)  | 8.450 (4)        | 8.707 (4)     | 8.552 (3)  |
| Cile        | 8.411 (6)  | 8.410 (6)        | 8.770 (3)     | 8.530 (4)  |
| Bolivia     | 8.439 (5)  | 8.498 (3)        | 8.600 (6)     | 8.512 (5)  |
| Stati Uniti | 8.509 (3)  | 8.299 (7)        | 8.630 (5)     | 8.479 (6)  |
| Venezuela   | 8.370 (7)  | 8.450 (4)        | 8.590 (7)     | 8.470 (7)  |
| India       | 8.200 (9)  | 8.233 (8)        | 8.552 (8)     | 8.328 (8)  |
| Turchia     | 8.079 (10) | 8.139 (9)        | 8.200 (9)     | 8.139 (9)  |
| Rep. Ceca   | 8.360 (8)  | 7.785 (10)       | 7.970 (10)    | 8.038 (10) |

### Riconoscimenti speciali
| Riconoscimento        | Concorrente                            |
| --------------------- | -------------------------------------- |
| Best National Costume | - Colombia - Lizeth Mahecha            |
| Miss Congeniality     | - Germania - Christiane Stocker        |
| Miss Photogenic       | - Thailandia - Passaraporn Chaimongkol |

## Concorrenti
- Argentina - Paola de la Torre
- Aruba - Gwendolyne Kwidama
- Australia - Charmaine Ware
- Austria - Sandra Luttenberger
- Bahamas - Lisa Nichelle Sawyer
- Belize - Ysela Antonia Zabaneh
- Bermuda - Janet Tucker
- Bolivia - Rosario del Pilar Rico Toro
- Canada - Robin Lee Ouzunoff
- Cecoslovacchia - Jana Hronkova
- Cile - Uranía Haltenhoff
- Colombia - Lizeth Mahecha
- Corea del Sud - Oh Hyun-kyoung
- Costa Rica - Julieta Posla
- Danimarca - Maj-Britt Jensen
- Ecuador - Jessica Núñez
- Egitto - Dalia El Behery
- El Salvador - Gracia María Guerra
- Filippine - Germelina Padilla
- Finlandia - Tiina Susanna Vierto
- Francia - Gaëlle Voiry
- Galles - Jane Lloyd
- Germania - Christiane Stocker
- Giamaica - Michelle Hall
- Giappone - Hiroko Miyoshi
- Gibilterra - Audrey Gingell
- Grecia - Jeni Balatsinou
- Groenlandia - Sascha Nukaka Motzfeldt
- Guam - Marcia Damian
- Guatemala - Marianela Abate
- Honduras - Vivian Moreno
- Hong Kong - Monica Chan
- India - Suzanne Sablok
- Inghilterra - Carla Barrow
- Irlanda - Barbara Ann Curran
- Islanda - Hildur Dungalsdóttir
- Isole Cayman - Tricia Rose Whittaker
- Isole Marianne Settentrionali - Edwina Menzies
- Isole Vergini Britanniche - Jestina Hodge
- Israele - Yvonna Krugliak
- Italia - Annamaria Malipiero
- Malaysia - Anna Lin Lim
- Malta - Charmaine Farrugia
- Mauritius - Anita Ramgutty
- Messico - Marilé del Rosario Santiago
- Nigeria - Sabina Umeh
- Norvegia - Mona Grudt
- Paesi Bassi - Stephanie Halenbeek
- Paraguay - Mónica Plate
- Perù - Marisol Martínez
- Polonia - Małgorzata Obieżalska
- Porto Rico - María Luisa Fortuno
- Portogallo - Maria Rosado
- Rep. Dominicana - Rosario Rodríguez
- Saint Vincent e Grenadine - Glenor Browne
- Scozia - Karina Ferguson
- Singapore - Ong Lay Ling
- Spagna - Raquel Revuelta
- Sri Lanka - Roshani Aluwinare
- Stati Uniti - Carole Gist
- Suriname - Saskia Sibilo
- Svezia - Linda Isacsson
- Svizzera - Catherine Mesot
- Taiwan - Wen Tzui Pin
- Thailandia - Passaraporn Chaimongkol
- Trinidad e Tobago - Maryse de Gourville
- Turchia - Julide Ates
- Turks e Caicos - Karen Been
- Unione Sovietica - Evia Stalbovska
- Uruguay - Ondina Pérez
- Venezuela - Andreína Goetz